# Oldhamstocks
Oldhamstocks ist ein Dorf in der schottischen Council Area East Lothian. Es liegt am Ostrand der Region rund zehn Kilometer südöstlich von Dunbar an der Nordostflanke der Lammermuir Hills. Die nächstgelegene Ortschaft ist das bereits in den Scottish Borders gelegene Cockburnspath.

## Geschichte
Bereits im Jahre 1127 wurde eine dem Heiligen Michael geweihte Kirche am Standort erwähnt. Die heutige Oldhamstocks Parish Church geht wahrscheinlich auf einen Bau aus dem 14. Jahrhundert zurück. Im Wesentlichen wurde das heutige Bauwerk jedoch 1701 erbaut.
Im Jahre 1627 erhielt Oldhamstocks die Erlaubnis zur Ausrichtung eines Wochenmarktes. Hiervon zeugt heute noch das denkmalgeschützte Marktkreuz von Oldhamstocks auf dem ehemaligen Dorfanger. Es stammt aus dem 18. Jahrhundert. Ende des 19. Jahrhunderts sind zwei Markttermine an den letzten Donnerstagen des Julis und Septembers verzeichnet.
Im Jahre 1831 lebten 720 Personen in Oldhamstocks. Im Laufe des Jahrhunderts sank die Zahl jedoch auf zuletzt 568 im Jahre 1881 ab. Im Rahmen des Zensus 2001 wird die Einwohnerzahl des Dorfes mit 50 beziffert. Der Klavierbauer und Gründer von John Broadwood & Sons, John Broadwood, wuchs in Oldhamstocks auf.

## Verkehr
In einer dünnbesiedelten, ländlichen Region gelegen, ist Oldhamstock nur über eine Nebenstraße erreichbar. Diese mündet bei Cockburnspath in die A1 (London–Edinburgh) ein. Im 19. Jahrhundert richtete die North British Railway im nördlich gelegenen Innerwick einen Bahnhof ein. Dieser wurde jedoch zwischenzeitlich geschlossen.